# Richard Helms (funcionario)
Richard McGarrah Helms (St. Davids, Pensilvania, 30 de marzo de 1913-Washington D. C., 23 de octubre de 2002) fue un diplomático y funcionario del gobierno estadounidense que se desempeñó como Director de la Inteligencia Central (DCI) de 1966 a 1973. Helms comenzó el trabajo de inteligencia con la Oficina de Servicios Estratégicos durante la Segunda Guerra Mundial. Tras la creación en 1947 de la Agencia Central de Inteligencia (CIA) ascendió en sus filas durante las presidencias de Harry S. Truman, Dwight D. Eisenhower y John F. Kennedy. Helms entonces fue DCI bajo los presidentes Lyndon B. Johnson y Richard Nixon, siendo sucedido por James Schlesinger a principios de 1973.
Como profesional, Helms valoró mucho la recopilación de información (favoreciendo lo interpersonal, pero incluyendo lo técnico, obtenido por espionaje o de medios publicados) y su análisis al tiempo que valoraba la contrainteligencia. Aunque participó en la planificación de tales actividades, Helms se mantuvo escéptico acerca de las operaciones encubiertas y paramilitares. Helms entendió que los límites del papel de la agencia eran poder expresar opiniones sólidas sobre una decisión que se estaba revisando y, sin embargo, trabajar en equipo una vez que la administración marcaba el rumbo. Era deber de la DCI guardar secretos oficiales del escrutinio de la prensa. Mientras trabajaba como DCI, Helms dirigió la agencia siguiendo el ejemplo de su predecesor John McCone. En 1977, como resultado de operaciones encubiertas anteriores en Chile, Helms se convirtió en el único DCI en ser condenado por engañar al Congreso. 
El último puesto de Helms en el servicio gubernamental fue el de embajador en Irán de 1973 a 1976. Además, Helms fue un testigo clave ante el Senado durante su investigación por parte del Comité Church a mediados de la década de 1970. Esta investigación se vio gravemente obstaculizada porque Helms ordenó la destrucción de todos los archivos relacionados con el programa de control mental de la CIA en 1973.